# Símun av Skarði
Símun av Skarði [ˈsʊimʊn ɛaf ˈskɛaɹɪ] (født 3. maj 1872 i Skarð, død 9. oktober 1942 i Tórshavn) var en færøsk folkehøjskolelærer på Færøerne. Han er mest kendt for sit digt Mítt alfagra land, som blev Færøernes nationalsang. Han var far til feministen og journalisten Sigrið av Skarði (gift Joensen) og sprogforskeren Jóhannes av Skarði. Han var også den første professionelle lærer, der underviste på det færøske sprog.
Símun fødtes i bygden Skarð på Kunoy, som er nu forladt. Hans forældre var Elsa, født Matras fra Viðareiði og Johannes Johannessen fra Skarð. Navnet av Skarði betyder fra Skarð.
På lærerseminariet i Tórshavn mødte han Sanna Jacobsen fra Tórshavn, de fik begge lærereksamen i 1896 og blev forlovet. Allerede på dette tidspunkt havde Símun besluttet at han ikke skulle arbejde i folkeskolen – de skulle sammen stifte en folkehøjskole og få fat i den færøske ungdom. Símun av Skarði opsøgte samme år Askov Højskole.
Her traf han for første gang Rasmus Rasmussen, og indviede ham i sine planer om at oprette en højskole på Færøerne. De enedes om at arbejde sammen, og gik i gang med at uddanne sig til hvervet. To vintre og to somre var de elever på Askov højskole, siden tog de et år på Statens Lærerhøjskole i København. Símun læste især historie og sprog.
Føroya Fólkaháskúli startede vinteren 1899 i foreløbige lokaler i Klaksvík, stillet til rådighed af en købmand. Det var den første skole på Færøerne, hvor undervises færøsk og har stadig stor betydning for den færøske kultur. Símun av Skarði var indtil sin død lederen af folkehøjskolen, som flyttede i 1909 til Tórshavn. Gaden Símunargøta i hovedstaden bærer hans navn. I modsætning til andre gadenavne efter berømte færinger, blev han vurderet med fornavnet. Det samme gælder for vennen Rasmus Rasmussen og parallelgaden Rasmusargøta.
Símun af Skarði var også politiker. Han sad i Lagtinget fra 1906 til 1914 for Sjálvstýrisflokkurin. Den 1. februar 1906 skrev han digtet Mítt alfagra land (mit meget fagre land), som blev senere Færøernes nationalsang.
Símun av Skarði er oldefader til Sólrun Løkke Rasmussen, som er gift med Lars Løkke Rasmussen.

## Værk
- Tú alfagra land mítt (1. februar 1906)
- Jólasálmar og morgun- og kvøldsálmar. Tórshavn: Fram 1913 (30 s., sammen ved Jákup Dahl
- Vár: sjónleikur í fimm pørtum. 2. útgava – Tórshavn: Ungu Føroyar, 1960. (67 s.)
- Streingir, ið tóna; red. Turið Sigurðardóttir
  - Streingir, ið tóna: Yrkingar. Tórshavn: Forlagið Fannir, 1998. ISBN 99918-49-20-3. (176 s.)
  - Streingir, ið tóna II: Søguligar greinir, skaldskapur og søga. Tórshavn, Forlagið Fannir, 1999. ISBN 99918-49-25-4 (257 s.)
  - Streingir, ið tóna III: Skald og skaldskapur, mál og upplýsing, mentan .... Tórshavn, Forlagið Fannir, 2000. ISBN 99918-49-27-0 (446 s.)
  - Streingir, ið tóna IV: Søgur og ævintýr. Tórshavn, Forlagið Fannir, 2001. ISBN 99918-49-31-9 (274 s.)
  - Streingir, ið tóna V: Søgur og ævintýr. Tórshavn, Forlagið Fannir, 2002. ISBN 99918-49-31-9 (102 s.)
  - Streingir, ið tóna VI: Vár og Víkingarnir á Hálogalandi. Tórshavn, Forlagið Fannir, 2003. ISBN 99918-49-37-8 (161 s.)
  - Streingir, ið tóna VII: Skaldsøgan Strondin bláa eftir Kristmann Guðmundsson. Tórshavn, Forlagið Fannir, 2005. ISBN 99918-49-38-6